# Токжайлау
Токжайлау (каз. Тоқжайлау, до 199? г. — Дзержинское) — село в Алакольском районе Жетысуской области Казахстана. Административный центр и единственный населённый пункт Токжайлауского сельского округа. Находится примерно в 41 км к югу от центра города Ушарал. Код КАТО — 193471100. В 1936—1957 годах — центр Дзержинского района.

## Население
В 1999 году население села составляло 2916 человек (1435 мужчин и 1481 женщина). По данным переписи 2009 года, в селе проживали 2682 человека (1353 мужчины и 1329 женщин).